# Elecciones estatales de Penang de 1959
Las elecciones estatales de Penang de 1959 tuvieron lugar el 6 de junio del mencionado año con el objetivo de elegir a los 24 escaños de la Asamblea Legislativa Estatal (Dewan Undangan Negeri) para el período 1959-1964. Fueron las segundas elecciones estatales en la historia penanguita, y las primeras desde la independencia de la Federación Malaya en 1957. Los 24 escaños fueron elegidos por medio de un sistema de escrutinio mayoritario uninominal. Se realizaron en desfase con las elecciones federales para el Dewan Rakyat a nivel nacional.
El resultado fue una victoria para la Alianza oficialista, compuesta por la Asociación China de Malasia (MCA), la Organización Nacional de los Malayos Unidos (UMNO) y el Congreso Indio de Malasia (MIC) con el 51,06% de los votos válidos y una mayoría absoluta de dos tercios con 17 de los 24 escaños parlamentarios. El Frente Socialista de los Pueblos Malayos, compuesto por el Partido Laborista de Malasia y el Partido Popular de Malasia obtuvo los 7 escaños restantes y el 29,37% de los votos. El líder de la MCA, Wong Pow Nee, fue entonces reelecto como Ministro Principal de Penang para el período 1959-1964.

## Resultados
|  | 0.00 % |

|  | 41.67 % |

|  | 0.00 % |

|  | 25.00 % |

|  | 0.00 % |

|  | 4.17 % |

|  | 51.06 % |

|  | 70.83 % |

|  | 0.00 % |

|  | 29.17 % |

|  | 0.00 % |

|  | 0.00 % |

|  | 29.37 % |

|  | 29.17 % |

|  | 8.10 % |

|  | 0.00 % |

|  | 5.72 % |

|  | 0.00 % |

|  | 0.85 % |

|  | 0.00 % |

|  | 4.90 % |

|  | 0.00 % |